# Age of Mythology: Retold
Age of Mythology: Retold ist ein Computerspiel-Remaster, das von World's Edge, Tantalus Media und Forgotten Empires entwickelt wurde und 2024 von Xbox Game Studios veröffentlicht wurde. Es ist das Remake von Age of Mythology, das 2002 erschien.

## Entwicklung
Das Spiel wurde komplett neu auf Deutsch übersetzt und vertont. Um den Mehrspielermodus einem Stresstest zu unterziehen veranstaltete Microsoft im Vorfeld der Veröffentlichungen ein Wochenende in dem das Spiel kostenlos gespielt werden konnte. Age of Mythology: Retold erschien auch für die Spielekonsole Xbox Series X und S. Ein Jahr später folge eine Fassung für PlayStation 5.
Im Downloadable Content Immortal Pillars wurde das Spiel um chinesische Mythologie ergänzt. Im zweiten DLC Heavenly Spear wird japanische Mythologie thematisiert.

## Rezeption
Alexander Friedrich von Gameswelt bezeichnete es als vorlagengetreues Remake mit beeindruckender Grafik. Die Missionen in der Kampagne seien durchgängig unterhaltsam, wobei nur der teils sehr hohe Schwierigkeitsgrad die Motivation bremse. Lucy Westphal von 4P bezeichnete es als gelungenes Remake. Es sei nah am Original gearbeitet worden, sodass sich Nostalgie-Gefühle einstellen. Es gäbe Probleme bei der Wegfindung. Benjamin Jakobs von Eurogamer resümierte, dass es sich um eine schöne Neuauflage, die den Klassiker in puncto Grafik und Gameplay gut modernisiere. Marco Vrolijk bewertete die subtilen Optimierungen als gelungen und innovativ. Das Spielprinzip sei auch nach 20 Jahren weiterhin solide. PC Games hingegen stufte den Grad der Modernisierung als Zwischenstufe Computerspiel-Remake und Computerspiel-Remaster ein. So wurde das Spielprinzip nicht von Grund auf neu entwickelt. Auch die Spielgeschwindigkeit sei niedriger, als man es von modernen Titeln gewohnt sei.
Nutzer bewerteten das Hauptspiel bei Steam wohlwollend, jedoch nicht alle Erweiterungen. Das Portraitbilder-Pack hingegen zog ein Review Bombing nach sich. Zur Veröffentlichung waren über 20.000 Spieler gleichzeitig angemeldet.